# Orvillers-Sorel
Orvillers-Sorel è un comune francese di 592 abitanti situato nel dipartimento dell'Oise della regione dell'Alta Francia.

## Società

### Evoluzione demografica
Abitanti censiti